# Quintadena
Quintaton – orgonaregiszter; ez a megnevezés az angol nyelvben él. Németül „Quintatön”, franciául „Quintaton”, magyarul „Kvintadéna” vagy „Kvintázó”; de sok diszpozícióban találkozhatunk a „Quintadena” elnevezéssel is. A regiszter hangszínéből erősen kihallatszik a kvintes jelleg. Kizárólag 16’, 8’ és 4’ magasságban készül. A barokk korban igen közkedvelt regiszter volt; amely a romantikában kissé visszaszorulva mapjainkig jelen van az orgonák diszpozícióiban. Anyaga kemény ón vagy vörösréz; jellege födött, de lehet nyitott is; hangja élénk, a kvinsort utánzó.